# Хоник, Виталий Александрович
Хоник Виталий Александрович (род. 17 декабря 1955, Кемерово,СССР) — советский и российский учёный-физик, доктор физико-математических наук, профессор, заведующий лабораторией физики некристаллических материалов, заведующий кафедрой общей физики Воронежского государственного педагогического университета.

## Образование и профессиональная деятельность
1955 г. — родился в г. Кемерово
1978 г. — окончил Воронежский политехнический институт, специальность «Физика твердого тела»
1978—1981 гг.: инженер-физик Воронежского политехнического института
1981—1983 гг.: аспирант Воронежского политехнического института
1984—1985 гг.: младший научный сотрудник Воронежского политехнического института
1985—1991 гг.: старший научный сотрудник Воронежского политехнического института
1991—1992 гг.: доцент Воронежского политехнического института
1992 г.: доцент Воронежского государственного педагогического института
1992—2010 гг.: профессор кафедры общей физики Воронежского государственного педагогического университета
2010 г. — н/в — зав. кафедрой общей физики Воронежского государственного педагогического университета
2013—2018 гг. — проректор по научной работе Воронежского государственного педагогического университета

## Ученые степени, звания
1983 г. — кандидат физико-математических наук, специальность «Физика твердого тела»
1991 г. — ученое звание «старший научный сотрудник», специальность «Физика твердого тела»
1992 г. — доктор физико-математических наук, специальность «Физика твердого тела»
1994 г. — ученое звание «профессор» по кафедре общей физики

## Почетные звания и награды, гранты
- Звание «Соросовский профессор» (гранты ISSEP1997, 1998 и 1999 гг.),
- Почетный работник высшего профессионального образования РФ (2011 г.).

## Участник международных конференций
- Внутреннее трение и поглощение ультразвука (ICIFUAS, Италия, Рим, 1993).
- Структура некристаллических тел (Чехия, Прага, 1996).
- 18 Международный конгресс по стеклу (США, Сан-Франциско,1998).
- Механическая спектроскопия (Польша, Краков, 2000; Франция, Пуатье, 1996; Испания, Бильбао, 2002).
- Физика аморфных твердых тел: механические свойства и пластичность (Лезуш, Франция, 2010).
- Семинар ACAM Многомасштабное моделирование аморфных материалов: от структуры к механическим свойствам (Дублин, Ирландия, июль 2011).

## Международная научная и научно-педагогическая деятельность
1996, 1998 и 2001 гг.- приглашенный профессор Института экспериментальной физики: Кошице, Словакия — 2-4-недельные визиты.
1999 (март) — 2000 (апрель) — Associate Professor кафедры инженерии механических систем университета Каназава, Япония.
2002 (октябрь-декабрь) — стипендиат Германской службы академических обменов (DAAD), Технический университет Кароло-Вильгельмина, Брауншвайг, Германия.
2003 (апрель-август) — стипендиат Американского фонда гражданских исследований и развития (CRDF), физический факультет университета Иллинойс в Урбана-Шампэйн (США).
2005 (январь-февраль) — приглашенный профессор физического факультета университета Иллинойс в Урбана-Шампэйн (США).
2006 (январь-март) — стипендиат Японского общества содействия науке (JSPS), Школа естественных наук и технологии университета Каназава (Япония).
2007 (январь-февраль) — приглашенный профессор физического факультета университета Иллинойс в Урбана-Шампэйн (США).
2007 (апрель) — приглашенный профессор университета Роскилде, Дания.
2009 (май) — приглашенный профессор Школы материаловедения, Харбинский технологический институт, Китай.
2012 (август) — приглашенный профессор физического факультета университета Иллинойс в Урбана-Шампэйн (США)
2016 (октябрь) — приглашенный профессор Института физики Китайской академии наук, Пекин, КНР
2018 (июль) — приглашенный профессор Северо-западного политехнического университета, Сиань, КНР
2019 (июль) — приглашенный профессор Северо-западного политехнического университета, Сиань, КНР

## Научно-исследовательская работа
Тема: Релаксационные явления в некристаллических металлических материалах.
В сотрудничестве с:
- Институтом физики твердого тела РАН (Черноголовка, Московская область).[2]
- Институтом физики (Пекин, Китай).
- Отделом металлофизики Института физики Словацкой академии наук (Кошице, Словакия).
- Институтом металлофизики и ядерной физики твердого тела Технического университета Брауншвайг (Брауншвайг, Германия).
- Физическим факультетом университета Иллинойс в Урбана-Шампэйн (Урбана-Шампэйн, США).
- Лабораторией физики и механики материалов, Инженерным факультетом университета Осака-Сити (Япония).

## Работа в качестве рецензента
- Journal of Applied Physics
- Applied Physics Letters
- Journal of Non-Crystalline Solids
- Journal of Materials Science
- Materials Science and Engineering
- Philosophical Magazine Letters
- Journal of Alloys and Compounds
- Scripta Materialia
- Acta Materialia
- US National Science Foundation
- Swiss National Science Foundation
- Materials Chemistry and Physics
- Journal of Materials Research
- Physica Status Solidi (a)
- Intermetallics
- Journal of Composite Materials
- Advances in Condensed Matter Physics
- Chinese Physics Letters
- Materials Research Express
- Journal of Physics: Condensed Matter
- Review of Scientific Instruments
- Materials and Design
- Металловедение и термическая обработка металлов
- Физика и химия стекла
- Физика Твердого Тела
- Журнал Экспериментальной и Теоретической Физики

Член редколлегии журнала Metals.

## Избранные публикации (2015—2020)
1. A.S. Makarov , R.A. Konchakov, Yu.P. Mitrofanov, M.A. Kretova, N.P. Kobelev, V.A. Khonik. A simple kinetic parameter indicating the origin of the relaxations induced by point(-like) defects in metallic crystals and glasses. Journal of Physics: Condensed Matter, 2020, v.32, 495701 DOI:10.1088/1361-648X/abaf93
2. V.A. Khonik. Heritage of Professor A.V. Granato: Interstitialcy theory, its origins and current state. Journal of Alloys and Compounds, 2021, v.853, p. 157067, DOI:10.1016/j.jallcom.2020.157067.
3. A.S. Makarov, E.V. Goncharova, G.V. Afonin, J. C. Qiao, N. P. Kobelev, V.A. Khonik. Calculation of the temperature dependence of the unrelaxed shear modulus of high-entropy bulk metallic glasses from calorimetric data. Journal of Experimental and Theoretical Physics Letters, 2020, Vol. 111, No. 10, pp. 586–590, DOI:10.1134/S0021364020100112.
4. A.S. Makarov, Yu.P. Mitrofanov, E.V. Goncharova, J.C. Qiao, N.P. Kobelev, A.M. Glezer, V.A. Khonik. Relationship between the shear moduli of metallic glasses and their crystalline counterparts. Intermetallics, 2020, v.125, p. 106910 DOI:10.1016/j.intermet.2020.106910.
5. G.V. Afonin, O.A. Zamyatin, E.V. Zamyatina, V.A. Khonik. Thermal rejuvenation of tellurite glasses by cooling from the supercooled liquid state at low rates. Scripta Materialia, 2020, v.186 p. 39-42, DOI:10.1016/j.scriptamat.2020.04.014.
6. Andrei Makarov, Gennadii Afonin, Yurii Mitrofanov, Nikolai Kobelev, Vitaly Khonik. Heat effects occurring in the supercooled liquid state and upon crystallization of metallic glasses as a result of thermally activated evolution of their defect systems. Metals, 2020, v.10, p. 417, DOI:10.3390/met10030417.
7. Y.J. Duan, J.C. Qiao, D. Crespo, E.V. Goncharova, A.S. Makarov, G.V. Afonin, V.A. Khonik. Link between shear modulus and enthalpy changes of Ti16.7Zr16.7Hf16.7Cu16.7Ni16.7Be16.7 high entropy bulk metallic glass. Journal of Alloys and Compounds, 2020, v. 830, p. 154564,DOI:10.1016/j.jallcom.2020.154564.
8. A.S. Makarov, Yu.P. Mitrofanov, R.A. Konchakov, N.P. Kobelev, K. Csach, J.C. Qiao, V.A. Khonik. Density and shear modulus changes occurring upon structural relaxation and crystallization of Zr-based bulk metallic glasses: in situ measurements and their interpretation. Journal of Non-Crystalline Solids, 2019, v.521, p. 119474, DOI:10.1016/j.jnoncrysol.2019.119474.
9. V. Khonik, N. Kobelev. Metallic glasses: a new approach to the understanding of the defect structure and physical properties. Metals, 2019, v.9, N5, 605, DOI:10.3390/met9050605.
10. A.S. Makarov, Yu.P. Mitrofanov, G.V. Afonin, N.P. Kobelev, V.A. Khonik. Predicting temperature dependence of the shear modulus of metallic glasses using calorimetric data. Scripta Materialia, 2019, v.168, p. 10-13, DOI:10.1016/j.scriptamat.2019.04.015.
11. Yurii P. Mitrofanov, Andrei S. Makarov, Gennadii V. Afonin, Konstantin V. Zakharov, Alexander N. Vasiliev, Nikolai P. Kobelev, Gerhard Wilde, and Vitaly A. Khonik. Relationship between the Boson heat capacity peak and the excess enthalpy of a metallic glass. Physica Status Solidi RRL, 2019, 1900046, DOI:10.1002/pssr.201700412.
12. G.V. Afonin, Yu.P. Mitrofanov, N.P. Kobelev, M.W. da Silva Pinto, G. Wilde, V.A. Khonik, Relationship between the enthalpies of structural relaxation, crystallization and melting in metallic glass-forming systems. Scripta Materialia, 2019, v.166, p. 6-9, DOI:10.1016/j.scriptamat.2019.02.030.
13. N. P. Kobelev, V. A. Khonik. On the enthalpy and entropy of point defect formation in crystals. Journal of Experimental and Theoretical Physics, 2018, Vol. 126, No. 3, pp. 340–346, DOI:10.1134/S1063776118030032.
14. A.S. Makarov, G.V. Afonin, Yu.P. Mitrofanov, R.A. Konchakov, N.P. Kobelev, J.C. Qiao, V.A. Khonik. Relationship between the heat effects and shear modulus changes occurring upon heating of a metallic glass into the supercooled liquid state. Journal of Non-Crystalline Solids, 2018, v.500 p. 129—132, DOI:10.1016/j.jnoncrysol.2018.06.044.
15. Yu.P. Mitrofanov, G.V. Afonin, A.S. Makarov, N.P. Kobelev, V.A. Khonik. A new understanding of the sub-Tg enthalpy relaxation in metallic glasses. Intermetallics, 2018, v.101, p. 116—122,DOI:10.1016/j.intermet.2018.07.015.
16. G.V. Afonin, N.P. Kobelev, V.A. Khonik, S.V. Nemilov. Rejuvenation of a metallic and oxide glass by cooling from the supercooled liquid state at laboratory rates. Physica Status Solidi. Rapid Research Letters (RRL), 2018, p. 1800167, DOI:10.1002/pssr.201800167.
17. Yu.P. Mitrofanov, N.P. Kobelev, V.A. Khonik, Different metastable equilibrium states in metallic glasses occurring far below and near the glass transition, Journal of Non-Crystalline Solids, 2018 v.497, p. 48-55, DOI:10.1016/j.jnoncrysol.2018.05.019.
18. A.S. Makarov, G.V. Afonin, Yu P. Mitrofanov, R.A. Konchakov, N.P. Kobelev, J.C. Qiao, V.A. Khonik. Evolution of the activation energy spectrum and defect concentration upon structural relaxation of a metallic glass determined using calorimetry and shear modulus data. Journal of Alloys and Compounds, 2018, v.745, p. 378—384, DOI:10.1016/j.jallcom.2018.02.176.
19. Vitaly A. Khonik, Nikolai P. Kobelev, Yurii P. Mitrofanov, Konstantin V. Zakharov, Alexander N. Vasiliev. Boson heat capacity peak in metallic glasses: evidence of the same defect-induced heat absorption mechanism in structurally relaxed and partially crystallized states. Physica Status Solidi. Rapid Research Letters (RRL), 2018, p. 1700412, DOI:10.1002/pssr.201700412.
20. G.V. Afonin, Yu.P. Mitrofanov, A.S. Makarov, N.P. Kobelev, V.A. Khonik. On the origin of heat effects and shear modulus changes upon structural relaxation and crystallization of metallic glasses. Journal of Non-Crystalline Solids, 2017, v.475, p. 48-52, DOI:10.1016/j.jnoncrysol.2017.08.029.
21. E.V. Goncharova, R.A. Konchakov, A.S. Makarov, N.P. Kobelev, V.A. Khonik. On the nature of density changes upon structural relaxation and crystallization of metallic glasses. Journal of Non-Crystalline Solids, 2017, v.471, p. 396—399, DOI:10.1016/j.jnoncrysol.2017.06.024.
22. E.V. Goncharova, A.S. Makarov, R.A. Konchakov, N.P. Kobelev, V.A. Khonik. Premelting generation of interstitial defects in polycrystalline indium. Journal of Experimental and Theoretical Physics Letters, 2017, v.106, N1, pp. 35–39, DOI:10.1134/S0021364017130070.
23. E.V. Goncharova, R.A. Konchakov, A.S. Makarov, N.P. Kobelev, V.A. Khonik. Identification of interstitial-like defects in a computer model of glassy aluminum. Journal of Physics: Condensed Matter, 2017, v.29, p. 305701, DOI:10.1088/1361-648X/aa75a6.
24. R.A. Konchakov, A.S. Makarov, G.V. Afonin, Yu.P. Mitrofanov, N.P. Kobelev, V.A. Khonik. Estimate of the fourth-rank shear modulus in metallic glasses. Journal of Alloys and Compounds, 2017, v.714, p. 168—171, DOI:https://doi.org/10.1016/j.jallcom.2017.04.215.
25. A.S. Makarov, Yu.P. Mitrofanov, G.V. Afonin, N.P. Kobelev, V.A. Khonik, Shear susceptibility — A universal integral parameter relating the shear softening, heat effects, anharmonicity of interatomic interaction and «defect» structure of metallic glasses. Intermetallics, 2017, v.87, 1-5, DOI:10.1016/j.intermet.2017.04.001.
26. E.V. Safonova, R.A. Konchakov, Yu.P. Mitrofanov, N.P. Kobelev, A.Yu. Vinogradov, V.A. Khonik. Contribution of interstitial defects and anharmonicity to the premelting increase in the heat capacity of single-crystal aluminum. Journal of Experimental and Theoretical Physics Letters, 2016, v.103, N12, p. 765—768, DOI:10.1134/S0021364016120134.
27. Yu.P. Mitrofanov, K. Csach, A. Juríková, J.Miškuf, W.H.Wang, V.A. Khonik. Densification-induced heat release upon structural relaxation of Zr-based bulk metallic glasses. Journal of Non-Crystalline Solids, 2016, v. 448, p. 31-35, DOI:https://doi.org/10.1016/j.jnoncrysol.2016.06.038.
28. G.V. Afonin, Yu.P. Mitrofanov, A.S. Makarov, N.P. Kobelev, W.H. Wang, V.A. Khonik. Universal relationship between crystallization-induced changes of the shear modulus and heat release in metallic glasses. Acta Materialia, 2016, v.115, p. 204—209, DOI:10.1016/j.actamat.2016.06.002.
29. V.A. Khonik, G.V. Afonin, A.Yu. Vinogradov, A.N. Tsyplakov, S.V. Tyutin. Crossover and normal structural relaxation in naturally aged glassy Pd40Cu30Ni10P20. Intermetallics, 2016, v.74, p. 53-59, DOI:10.1016/j.intermet.2016.05.007.
30. E.V. Safonova, Yu.P. Mitrofanov, R.A. Konchakov, A.Yu. Vinogradov, N.P. Kobelev, V.A. Khonik. Experimental evidence for thermal generation of interstitials in a metallic crystal near the melting temperature. Journal of Physics: Condensed Matter, 2016, v.28, p. 215401, DOI:10.1088/0953-8984/28/21/215401.
31. Yu.P. Mitrofanov, D.P. Wang, W.H. Wang, V.A. Khonik. Interrelationship between heat release and shear modulus change due to structural relaxation of bulk metallic glasses. Journal of Alloys and Compounds, 2016, v.677, p. 80-86, DOI:10.1016/j.jallcom.2016.03.217.
32. Y.P. Mitrofanov, D.P. Wang, A.S. Makarov, W.H. Wang, V.A. Khonik. Towards understanding of heat effects in metallic glasses on the basis of macroscopic shear elasticity. Scientific Reports, 2016, 6, 23026, DOI:10.1038/srep23026.
33. A.S. Makarov, V.A. Khonik, Yu.P. Mitrofanov, A.N. Tsyplakov. Prediction of the annealing effect on room-temperature shear modulus of a metallic glass. A.S. Makarov, V.A. Khonik, Yu.P. Mitrofanov, A.N. Tsyplakov. Prediction of the annealing effect on room-temperature shear modulus of a metallic glass. Intermetallics, 2016, v.69, p. 10-12., 2016, v.69, p. 10-12, DOI:10.1016/j.intermet.2015.10.006.
34. N.P. Kobelev, V.A. Khonik. Theoretical analysis of the interconnection between the shear elasticity and heat effects in metallic glasses. Journal of Non-Crystalline Solids, 2015, v.427, p. 184—190, DOI:10.1016/j.jnoncrysol.2015.07.024.
35. R.A. Konchakov, N.P. Kobelev, V.A. Khonik, A.S. Makarov. Elastic dipoles in the model of single-crystal and amorphous copper. Physics of the Solid State, 2016, Vol. 58, No. 2, pp. 215–222, DOI:https://doi.org/10.1134/S1063783416020141.
36. V.A. Khonik, Yu.P. Mitrofanov, A.S. Makarov, G. V. Afonin, A. N. Tsyplakov. Shear modulus and internal friction hystereses during structural relaxation of metallic glasses based on Pd and Zr in the vicinity of the glass transition range. Physics of the Solid State, 2015, Vol. 57, No. 8, pp. 1574–1578, DOI:10.1134/S1063783415080107.
37. N.P. Kobelev, V.A. Khonik, G.V. Afonin, Thermal and elastic effects upon crystallization of the metallic glass Pd40Cu30Ni10P20, Physics of the Solid State, 2015, Vol. 57, No. 9, pp. 1715–1718, DOI: 10.1134/S1063783415090176.
38. N.P. Kobelev, E.L. Kolyvanov, V.A. Khonik. Higher-order elastic moduli of the metallic glass Pd40Cu30Ni10P20. Physics of the Solid State, 2015, Vol. 57, No. 8, pp. 1483–1487, DOI:10.1134/S1063783415080119.
39. A.S. Makarov, Yu.P. Mitrofanov, G.V. Afonin, V.A. Khonik, N.P. Kobelev. Dependence of the shear modulus on the crystal shear modulus and the structural relaxation kinetics for the Zr46Cu46Al8 system. Physics of the Solids State, 2015, v.57, N5, p. 978—982, DOI:10.1134/S1063783415050200.
40. R.A. Konchakov, V.A. Khonik, N.P. Kobelev. Split interstitials in computer models of single-crystal and amorphous copper. Physics of the Solid State, 2015, v.57, N5, p. 856—865, DOI:10.1134/S1063783415050169.
41. V.A. Khonik. Understanding of the structural relaxation of metallic glasses within the framework of the interstitialcy theory. Metals, 2015, v.5, p. 504—529, DOI:10.3390/met5020504.
42. V.A. Khonik, Yu.P. Mitrofanov, A.S. Makarov, R.A. Konchakov, G.V. Afonin, A.N. Tsyplakov. Structural relaxation and shear softening of Pd- and Zr-based bulk metallic glasses near the glass transition. Journal of Alloys and Compounds, 2015, v.628, p. 27-31, DOI:10.1016/j.jallcom.2014.12.095.
43. N.P. Kobelev, V.A. Khonik, G.V. Afonin, E.L. Kolyvanov. On the origin of the shear modulus change and heat release upon crystallization of metallic glasses. Journal of Non-Crystalline Solids, 2015, v.411, p. 1-4, DOI:10.1016/j.jnoncrysol.2014.11.039.
44. A.N. Tsyplakov, Yu.P. Mitrofanov, V.A. Khonik, N.P. Kobelev, A.A. Kaloyan. Relationship between the heat flow and relaxation of the shear modulus in bulk PdCuP metallic glass. Journal of Alloys and Compounds, 2015, v.618, p. 449—454, DOI:10.1016/j.jallcom.2014.08.198.[4]

## Диссертации аспирантов
- Ю. П. Митрофанов. Сдвиговая упругость как интегральный индикатор структурной релаксации металлических стекол. Диссертация на соискание ученой степени доктора физико-математических наук. ВГПУ, 2019 г.
- Е. В. Гончарова. Межузельные дефекты в простых металлических кристаллах и их идентификация в твердом некристаллическом состоянии. Диссертация на соискание ученой степени кандидата физико-математических наук. ВГПУ, 2018 г.
- А. Н. Цыплаков. Релаксация модуля сдвига и тепловые эффекты в металлических стеклах на основе Pd и Zr. Диссертация на соискание ученой степени кандидата физико-математических наук. ВГПУ, 2016 г.
- А. С. Макаров. Взаимосвязь релаксации высокочастотного модуля сдвига и и тепловых явлений в объемных металлических стеклах. Диссертация на соискание ученой степени кандидата физико-математических наук. ВГПУ, 2014 г.
- Г. В. Афонин. Релаксация упругих и вязкоупругих свойств, обусловленная структурной релаксацией объемных металлических стекол систем Zr-(Cu,Ag)-Al и Pd-Cu-Ni-P. Диссертация на соискание ученой степени кандидата физико-математических наук. ВГПУ, 2012 г.
- Н. Т. Нгуен. Кинетика релаксации сдвиговых напряжений в металлических стеклах на основе Pd и Zr. Диссертация на соискание ученой степени кандидата физико-математических наук. ВГПУ, 2010 г.
- Ю. П. Митрофанов. Релаксация высокочастотного модуля сдвига в объемных металлических стеклах на основе Pd-Cu-P. Диссертация на соискание ученой степени кандидата физико-математических наук. ВГПУ, 2010 г.
- А. В. Лысенко. Структурная релаксация и гомогенное течение металлических стекол на основе Pd и Zr. Диссертация на соискание ученой степени кандидата физико-математических наук. ВГПУ, 2010 г.
- С. В. Хоник. Кинетика структурной релаксации и возврата свойств металлического стекла Pd40Cu30Ni10P20. Диссертация на соискание ученой степени кандидата физико-математических наук. ВГПУ, 2008 г.
- С. А. Ляхов. Кинетика ползучести металлического стекла Pd40Cu30Ni10P20. Диссертация на соискание ученой степени кандидата физико-математических наук. ВГПУ, 2007 г.
- Ю. В. Фурсова. Низкочастотные механические релаксации в металлическом стекле на основе кобальта. Диссертация на соискание ученой степени кандидата физико-математических наук. ВГПУ, 2003 г.
- В. А. Михайлов. Ползучесть металлических стекол в условиях интенсивной структурной релаксации. Диссертация на соискание ученой степени кандидата физико-математических наук. ВГПУ, 1998.
- О. П. Бобров. Квазистатические и низкочастотные явления механической релаксации, обусловленные структурной релаксацией металлических стекол. Диссертация на соискание ученой степени кандидата физико-математических наук. ВГПУ, 1996.